# امنیوس (دهانه)
امنیوس یک دهانه برخوردی در ماه است.